# Episodi di Luck

Logo della serie televisiva tratto dal trailer ufficiale

La prima ed unica stagione della serie televisiva Luck è stata trasmessa regolarmente sul canale statunitense HBO dal 29 gennaio al 25 marzo 2012, dopo la messa in onda in anteprima dell'episodio pilota avvenuta l'11 dicembre 2011.
In Italia, la stagione è andata in onda in prima visione sul canale satellitare Sky Atlantic dal 25 maggio al 22 giugno 2021.
| nº | Titolo originale | Titolo italiano                            | Prima TV USA     | Prima TV Italia |
| -- | ---------------- | ------------------------------------------ | ---------------- | --------------- |
| 1  | Pilot            | Pilot                                      | 11 dicembre 2011 | 25 maggio 2021  |
| 2  | Episode Two      | Ace incontra un potenziale investitore     | 5 febbraio 2012  | 25 maggio 2021  |
| 3  | Episode Three    | Ace incontra un ragazzo prodigio           | 12 febbraio 2012 | 1º giugno 2021  |
| 4  | Episode Four     | Ace incontra un collega                    | 19 febbraio 2012 | 1º giugno 2021  |
| 5  | Episode Five     | Ace spinge Escalante a scambiare i fantini | 26 febbraio 2012 | 8 giugno 2021   |
| 6  | Episode Six      | Ace chiude un affare                       | 4 marzo 2012     | 8 giugno 2021   |
| 7  | Episode Seven    | Ace e Claire visitano una scuderia         | 11 marzo 2012    | 15 giugno 2021  |
| 8  | Episode Eight    | Ace contrasta la mossa di Smythe           | 18 marzo 2012    | 15 giugno 2021  |
| 9  | Episode Nine     | Due preziose colt hanno un testa a testa   | 25 marzo 2012    | 22 giugno 2021  |